# Lycée agricole de Château-Salins
Le lycée agricole de Château-Salins, également appelé lycée agricole du Val de Seille, est un établissement public local d'enseignement agricole (EPLEA) français situé sur la commune de Château-Salins dans le département de la Moselle en région Lorraine.
Créé au début du XXe siècle, cet établissement agricole propose des formations générales et technologiques, plusieurs formations professionnelles dans les domaines de l'agriculture, de l'équitation et du service à la personne.
Ces formations vont du niveau de classe de 4e au Brevet de technicien supérieur agricole (BTSA).

## École

### Historique
Le lycée agricole du Val de Seille est le doyen des établissements agricoles publics lorrains.

#### Débuts
Entre 1846 et 1913, le Saulnois est tourné vers la viticulture. Les vins de la région se vendent notamment très bien en Allemagne. De ce fait, apparait la question d'ouvrir un lycée viticole à Vic-sur-Seille. J.B. Paté, député au Landtag[Quand ?] défend le projet de construction d'un lycée agricole afin de permettre aux jeunes paysans d'accéder à la culture agricole tout en restant dans le Saulnois.
En 1848, la seconde République française lance officiellement un Enseignement Agricole en France mais l'annexion allemande de la Moselle en 1871 remet tout en cause.
Pour marquer sa toute-puissance à la France vaincue, l'empereur Guillaume II décide de créer entre 1886 et 1914, une Kaiserliche Ackerbau und Realschule : une École Impériale Pratique d'Agriculture.
Les premiers cours sont dispensés dans les bâtiments de la mairie actuelle qui dépendaient de la ville. On y compte alors 13 élèves. Par la suite, la ville met à disposition les locaux de l'ancien tribunal pour héberger 33 élèves, 13 autres étant logés place du marché.
Face à l'augmentation constante des effectifs, un projet de construction d'une école d'Agriculture voit le jour en 1908. En 1913-1914, l’École d'Hiver emménage dans le nouveau bâtiment.
Pendant la première guerre mondiale, l'école est transformée en hôpital.
En 1918, l'école devient l’École Régionale d'Agriculture. Grâce à son enseignement de niveau élevé et adapté, l'école forme des agriculteurs de progrès qui deviennent par la suite les cadres de la population rurale.
En 1960, avec la mise en place du Marché commun et de la Politique agricole commune, l'enseignement agricole prend une autre dimension : l'école devient Lycée Agricole avec ses filières diversifiées CAPA, BEPA, BTA, BAC D'et BTSA.

#### Rénovations
Les rénovations ont concerné à la fois l'internat et l'externat.

### Situation actuelle
Le lycée agricole de Château-Salins accueille environ 350 élèves par an. Celui-ci se féminise un peu plus chaque année, avec 59 % de filles à la rentrée 2013. 85 % des élèves sont internes et un tiers des élèves monte à cheval dans le cadre de sa formation professionnelle ou lors de l'option équitation présentée au baccalauréat.

#### Enseignements
Le lycée agricole de Château-Salins est un établissement public local d'enseignement dépendant du Ministère de l'Agriculture. Il dispose d'une exploitation agricole, d'un centre équestre et d'un internat de 300 places.
Les formations initiales proposées par le lycée sont :
- Classe de quatrième de l'Enseignement Agricole
- Classe de troisième de l'Enseignement Agricole
- Secondes générales et technologiques
- Baccalauréat technologique « Sciences et technologies de l'agronomie et du vivant » (STAV)[2]
- Baccalauréat professionnel « Conduite et gestion de l'exploitation agricole » (CGEA)[3] option « Système d'élevage »
- Baccalauréat professionnel « Conduite et gestion de l'entreprise hippique » (CGEH)[4]
- Baccalauréat professionnel « Services aux Personnes et aux Territoires » (SAPAT)[5]
- Brevet de technicien supérieur agricole (BTSA) « Analyse et conduite de systèmes d'exploitation » (ACSE)[6]

#### École de la réussite
Le lycée agricole du Val de Seille est réputé[réf. nécessaire] pour ses bons résultats aux examens. Depuis 2011, chacun des baccalauréats professionnels a présenté au moins une année 100 % de réussite. Les résultats du baccalauréat technologique STAV et des BTSA ont pour leur part varié de 68 % à 88 % sur les trois dernières années scolaires. Des niveaux de réussite sensiblement similaires à ceux observés pour les diplômes de BEP agricoles et pour le Diplôme national du brevet. Ces résultats s'expliquent par une pédagogie volontairement tournée vers la bienveillance et l'encouragement[réf. nécessaire].

#### Centenaire
En octobre 2013, après une année de préparatifs, l'établissement fête ses 100 ans.
Défilé des élèves et du personnel du lycée dans Château-Salins, conférences sur l'histoire de l'enseignement agricole (Anne-Marie Lelorrain - Inspectrice de l'Enseignement Agricole en Histoire-Géographie) et sur le devenir de l'agriculture en Moselle (Antoine Henrion - Président de la Chambre d'Agriculture de la Moselle), expositions sur l'histoire de l'établissement et saynètes itinérantes ont permis aux anciens élèves de revivre, l'espace d'un week-end, quelques moments dans leur lycée (voire une ou deux nuits à l'internat pour certains).

## Exploitation agricole
L'exploitation agricole de La Marchande est un élément constitutif du lycée agricole du Val de Seille. Si elle se doit d'être autonome financièrement, elle est un outil pédagogique et expérimental grandeur nature qui s'étend sur 195 hectares.

### Historique
En 1899, la ferme de La Marchande appartient à la famille Dehand de Gerbécourt. L'exploitation a toujours été une exploitation d'élevage laitier. Troupeau de vaches de la race Frisonne Pie-Noire. L'alimentation était basée sur l'ensilage herbe réalisée au silo tour avec désilage automatique et sur le foin ventilé : mélange luzerne dactyle.
En 1962, le Ministère de l'Agriculture subventionne l'achat de la ferme afin que les cours pratiques, expérimentaux et agronomiques puissent y être dispensés.
Avec cette acquisition, l'école régionale d'agriculture, qui ne comptait que 8 hectares répartis autour des bâtiments scolaires (essentiellement des vergers) voit son potentiel passer à 102,8 hectares, qui comporte cependant 55 hectares de prairies permanentes de mauvaise qualité.
De 1963 à 1966, le domaine est restructuré : Création de chemins, aménagement et réorientation des bâtiments, amélioration du drainage et construction de silos. Le troupeau laitier se met en place avec l'achat de 33 vaches allaitantes. La surface reste stable (90 hectares).
En 1972, le troupeau de vache Frisonne Pie-Noir évolue vers la Holsteinisation. Un petit troupeau de bœufs valorise les surfaces difficiles.
Il faut attendre le début des années 1980 pour que la salle de traite soit mise en place.
Jusque dans les années 1980, le lycée exploite, sur 3 hectares, un verger de pommes de type Golden. Il s'agissait d'un outil pédagogique où les élèves effectuaient des travaux pratiques mais également les heures de "colles". La vente directe était pratiquée dans l'établissement.
Jusqu'en 1989, sous la direction de Raymond Thoueille, l'exploitation produit du lait, des céréales et de la viande bovine, de manière traditionnelle.
De 1988 à 1992, la gestion de l'exploitation reprise par Jean-Georges Eyermann et Gérard Masson met en place, sous la dénomination "Savoir vert en équipe", un plan d'investissement, notamment dans le drainage et le matériel agricole. Un atelier taurillon est mis en place.
De 1990 à 1992, toujours porteuse de projets innovants, La Marchande fait partie des 20 exploitations qui réfléchissent à la mise en place d'une agriculture plus autonome. De nombreuses expérimentations seront mises en place, visant à apporter des références techniques pour ce type d'agriculture.
Dans une démarche de développement durable, une réflexion est menée sur un système de production céréalière respectant me milieu naturel. L'exploitation montre sa capacité à se diversifier (contrats de débroussaillage, d'épandage de boues, d'entretien de zones industrielles, d'accueil de groupes, ...)
De 1992 à 1999, mise en œuvre du projet Agriculture Durable : Travail du sol simplifié, aménagement paysager, recherche d'autonomie fourragère et services au territoire.
Parallèlement, la surface de l'exploitation est doublée, les cultures de vente prennent de l'importance. Elle met également en place une ferme pédagogique "L'école est dans le pré" en liaison avec le centre équestre.
La tempête de 1999 provoque de gros dégâts sur la ferme comme au lycée. De nombreux mois de travail intensifs sont nécessaires pour remettre le site en état (restructuration des bâtiments d'élevage jusqu'en 2000).

### Aujourd'hui
De 2000 à 2024, poursuite du projet d'agriculture durable. Culture du chanvre et animation de la filière. Réflexion sur la production laitière (viabilité, autonomie, pratiques, ...)
La Marchande est une exploitation qui a un rôle important, non seulement pour le lycée agricole, mais également pour le territoire.
En 2024, La Marchande c'est :
- 195 hectares
- 420 000 litres de lait
- 70 hectares de cultures de ventes (céréales)
- 20 hectares de maïs ensilage
- 4 salariés

## Centre équestre
Isolé de la ville, en bordure de forêt, le site de La Marchande est idéal pour accueillir, dès 1963, le centre équestre.
En 1967, la construction du manège et du bâtiment ainsi que l'achat de chevaux concrétise le projet.
En 1968, la société hippique urbaine "Les cavaliers de la Seille" est constituée. Elle a pour vocation de répondre à trois principaux objectifs :
- permettre aux élèves palefreniers d'effectuer leurs travaux pratiques
- permettre aux élèves du lycée de s'initier à l'équitation
- donner la possibilité, à toute personne de la région, de s'initier à ce sport.

En 1973, le Brevet d'aptitude agricole hippique ouvre.
En 1976, le lycée reprend la gestion du centre hippique
De 1979 à 1988, le centre équestre accueille tous les week-ends, une association "Hippoclub 54" basée à Lunéville. L'association dispense des cours et organise des randonnées.
À partir de 1988, des expérimentations vont être menées, notamment sur les méthodes d'entrainement d'endurance. Le CAPA Palefrenier Soigneur disparait au profit du BEPA Élevage du Cheval.
En 1993, création de nouveaux boxes et aménagement des abords et de l'accueil.
En 2005, le Bac professionnel Production du Cheval est créé.
En 2006, le centre est donné en gestion (délégation de service public) à une SARL "Les crins du Saulnois".
Le 22 mai 2011, un incendie ravage la partie arrière du centre équestre.
En 2013, la première classe de bac professionnel CGEH voit le jour.
2014 sera l'année de la reconstruction du centre équestre. Le Conseil régional entreprend les travaux de remise en état à la suite de l'incendie de 2011.